# Sallitz
Sallitz ist ein Dorf und Ortsteil der sieben Kilometer entfernten Stadt Regen im niederbayerischen Landkreis Regen.  Der nächstgelegene Ort, ist der ebenfalls zu Regen gehörende Ortsteil Obermitterdorf, mit einer Entfernung von zwei Kilometern.
Sallitz hat 86 Einwohner (Stand vom 30. Juni 2005).
Im Jahre 1254 wurde Sallitz zum ersten Mal urkundlich erwähnt. Zur 750. Wiederkehr dieses Datums, im Jahr 2004, feierten die Sallitzer im Juni ein dreitägiges Fest. Sallitz war seit damals ein landwirtschaftlich geprägtes Dorf, das im Vergleich zu anderen Dörfern bis heute noch viele Bauernhöfe hat, die sich unter anderem auf den Mais-Anbau konzentrieren.

## Natur
Der Fluss Schwarzer Regen fließt an Sallitz vorbei, weshalb Sallitz oft eine Haltestation für Kanufahrer ist, da die Strömung im Bereich von Sallitz ideal für das Fahren von Kanus ist. Diverse Rundfahrten werden in Regen angeboten. Teilweise herrscht jedoch ein Wasserstand, der die Sache zu einem ausgesprochenen Wildwasser-Erlebnis macht, das eher für Fortgeschrittene geeignet ist.

## Galerie

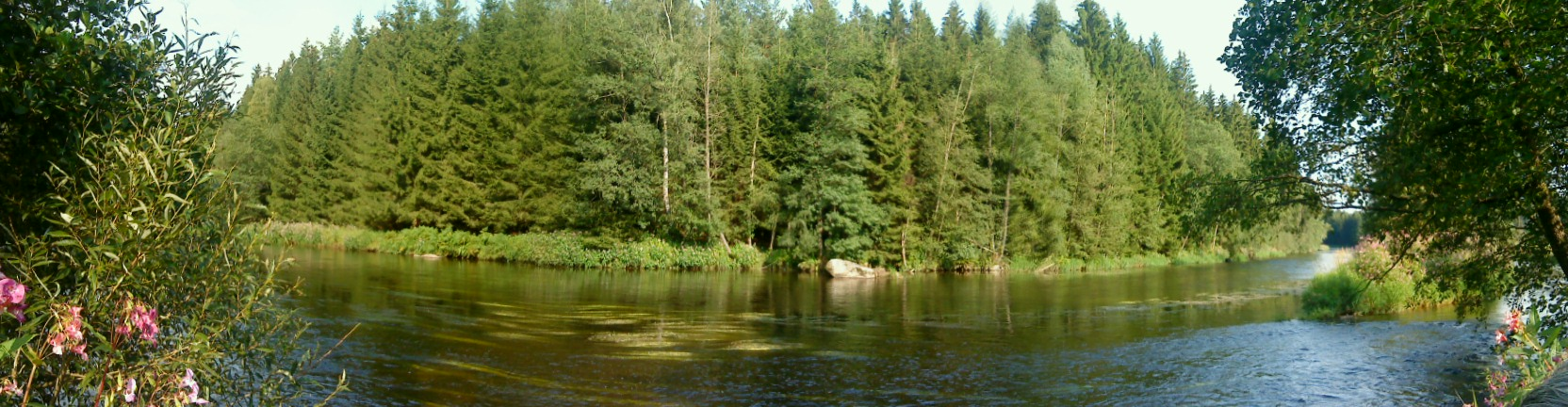
Panorama des Schwarzen Regens in Sallitz

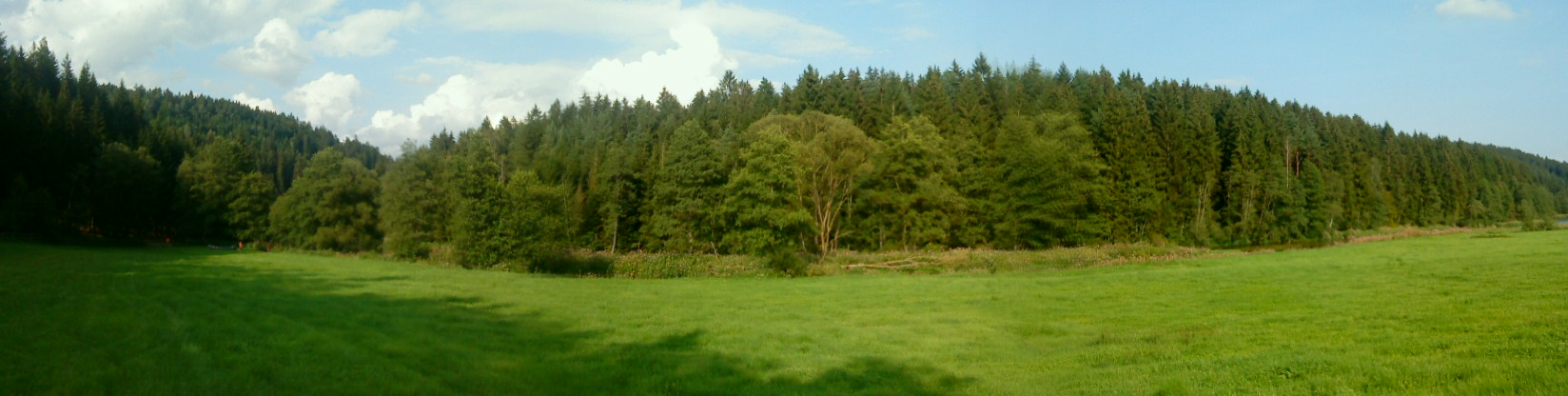
Panorama der Umgebung